# ジョー・リーバーマン
"ジョー"ジョゼフ・イサドア・リーバーマン（英語：Joseph Isadore "Joe" Lieberman、1942年2月24日 - 2024年3月27日）は、アメリカ合衆国の政治家、法律家。コネチカット州上院議員、同州選出連邦上院議員などを歴任した。宗教はユダヤ教である。2000年アメリカ合衆国大統領選挙での民主党の副大統領候補であった。

## 経歴
1942年2月24日にコネチカット州スタンフォードに誕生する。イェール大学で政治学と経済学を学び、1967年にイェール・ロー・スクールを卒業した。父親はポーランド系ユダヤ人、母親はオーストリア系ユダヤ人にあたる。妻のハダサーと共に敬虔なユダヤ教徒でもあるため、安息日には審議に参加しないことでも知られている。
1970年に政界入りし、地元であるコネティカット州の議会選挙に出馬して当選した。1980年には国政進出に打って出るが、当時のロナルド・レーガン旋風の煽りを受け、共和党候補に敗北。1982年に地元であるコネティカット州の検事総長に就任し、1986年に再選された。1988年には8年前に敗北した上院選挙に再出馬して雪辱を果たし、以来上院議員に4期連続当選した。民主党内では中道派に属しており、ビル・クリントンが大統領在任中にモニカ・ルインスキー・スキャンダルに直面した際は、クリントンを激しく批判した。
2000年アメリカ合衆国大統領選挙においてアル・ゴアの伴走者として民主党の副大統領候補に指名され、ユダヤ人として初の2大政党の正副大統領候補者となる。しかし本選挙では大接戦の末に敗北した。リーバーマンは同年に上院議員の改選を迎えていたが、コネティカット州では公職の重複立候補が可能なため、その職に留まることができた。
その後発足したジョージ・W・ブッシュ大統領とは大統領選挙のしこりがあり、政権発足当初は険悪だったが、アメリカ同時多発テロ事件の直前に宗教団体への公的助成を可能とする法案に賛同したことから関係が修復。積極的にジョージ・W・ブッシュ政権を支える立場に転向した。9・11の後は「イラク討つべし」の論陣を張り、イラク戦争に関しては共和党のジョン・マケイン上院議員と共に決議案を提出し、ブッシュ大統領がローズガーデンで演説した際にはマケインと共にブッシュの両脇に陣取り、国民合意を演出した。
2004年アメリカ合衆国大統領選挙においては、2000年アメリカ合衆国大統領選挙に出馬していたアル・ゴア元副大統領に対する仁義から当初は出馬を見合わせていたが、ゴアが不出馬を表明したことで出馬を決意した。しかしながら、民主党の予備選挙前にジョン・フォーブズ・ケリー上院議員が既に大きな勢いを得ていたため、結果は連戦連敗。オクラホマ州での予備選挙敗北後に撤退し、ケリー支持を表明した。リーバーマンは初戦のアイオワ州を捨て、2戦目のニューハンプシャー州に資金と労力を全力投入させる戦術を採ったが（同戦術は友人であるジョン・マケイン上院議員のアイデアである）有権者の投票行動にはほとんど影響しなかった。
イランの核武装阻止のための限定空爆論や、イスラエル支援政策に対しても、民主党内では異例の強い支持を表明し続け、また積極的差別是正措置や同性結婚への反対を表明したこともあり、2006年11月のコネティカット州上院選挙においては民主党内の支持を得られず、現職ながら民主党候補を選ぶ州予備選挙に敗北した。しかし、民主党を離党し無所属での出馬を表明した後に、マケインやルドルフ・ジュリアーニ、ニュート・ギングリッチらの共和党要人が、共和党候補を差し置いて支持を表明。一方で予備選挙ではリーバーマンを支持していたヒラリー・クリントン、バラク・オバマらの大多数の民主党連邦議会議員は民主党公認候補へ支持を切り替え、民主党候補とリーバーマンの事実上の一騎討ちの形勢となる。結果、リーバーマンは当選（4選目）。その後復党はしていないが民主党の会派に復帰した。
2008年アメリカ合衆国大統領選挙を巡っては共和党候補者を支持する可能性が示唆されていたが、2007年12月17日にニューハンプシャー州で「党派よりも、友情や憂国の情が優先する」と述べ、イラク戦争など外交・安全保障政策を共有する共和党のジョン・マケイン上院議員支持を明言した。ニューハンプシャー州をはじめ、ミシガン州やフロリダ州のマケインの遊説にもリーバーマンは同行し、支持を訴えた。また、同年の共和党大会では初日の基調演説でマケイン支持を訴えている。共和・民主両党の党大会で基調演説を行ったのはリーバーマンただ1人である。
大統領選挙後は造反したリーバーマンの処遇が注目されていたが、民主党は会派から追放せず残留を求めるよう要望。国土安全保障・政府問題委員会委員長の職は留まるが、環境公共事業委員会の小委員長は辞するものと見られる。
2011年1月18日、次回の2012年上院選挙に出馬せず引退する意向を表明。2006年の上院選挙では無所属ながら再選されたものの、2012年の上院選挙を巡っては各種世論調査で厳しい調査結果が相次いでいたため、再出馬を断念したものと見られている。
2018年12月にリーバーマンは中国の電機メーカーであるZTE（中興通訊）にロビイストとして雇われ、アメリカ政府によるセキュリティ問題の払拭を無くし、中国のスパイ活動の不安を取り除き、製品を使うようなロビー活動を行うと報道された。
2024年3月27日に転倒による合併症でアメリカニューヨークで死去。82歳没。